# Familientreffen mit Hindernissen
Familientreffen mit Hindernissen (Originaltitel: Le Skylab) ist ein französischer Spielfilm aus dem Jahr 2011.

## Handlung
Albertine, Anfang 40, reist mit ihrem aus England stammenden Mann Jonathan und den drei Kindern mit dem Eurostar von London nach Paris. Dabei erinnert sie sich an den Sommer 1979, als die damals Elfjährige zusammen mit ihren Eltern Jean und Anna sowie deren Mutter Mémé mit dem Zug von Paris in die Bretagne gefahren ist, um dort den 67. Geburtstag von Jeans Mutter Amandine zu feiern.
Amandines sechs Kinder, die Schwiegerkinder und die große Enkelschar sind zur Feier am 11. Juli 1979 auf dem ländlichen Anwesen in Strandnähe erschienen. In den Gesprächen der Erwachsenen geht es um ihre mehr oder weniger glücklichen Ehen und ihre Berufe, auch Traumatisierungen aus dem Indochina- und Algerienkrieg sind Themen. Jean und Anna, ehemalige 68er und jetzt Mitterrand-Anhänger, geraten mehrmals in einen politischen Streit mit Jeans konservativen Brüdern Roger und Fredo.
Dem gegenüber steht die Erlebniswelt der Kinder und Jugendlichen: Zankereien, Zeichentrickfilme im Fernsehen, eine Übernachtung im Zelt mit Gruselgeschichten und erste Neugier über Sexualität. Als Albertine mit ihrem Vater versehentlich an den FKK-Strand gerät, sieht sie den gut aussehenden Jugendlichen Matthieu nackt aus dem Meer kommen und erlebt ihre erste pubertäre Schwärmerei, die schon am Abend wieder beendet ist, als sie Matthieu bei einer Jugendparty mit seiner Freundin schmusen sieht.
Das Gerücht kommt auf, dass der angekündigte Absturz der Raumstation Skylab in der Nacht über der Bretagne stattfinden könnte, und Albertine malt sich den Tod der ganzen Großfamilie aus. Am nächsten Tag erfährt man jedoch, dass die Trümmer von Skylab über Australien niedergegangen sind. Alle fahren wieder nach Hause.

## Kritiken
Die französische Zeitung Le Monde urteilte:

« Le registre est celui du souvenir, qui donne au film une tonalité sucrée, nostalgique, un peu trop consensuelle, mais n'empêche pas la cinéaste de présenter ces années 1970 finissantes sous un jour inédit jusqu'à présent dans une comédie. La manière qu'elle a, notamment, de jouer avec les fractures de la société française de l'époque et les tabous qui leur sont généralement associés est des plus réjouissantes. »

„Es ist die Tonlage der Erinnerung, die dem Film einen süßlichen Ton gibt, nostalgisch, ein wenig zu unverfänglich, doch hindert sie die Filmemacherin nicht daran, die ausgehenden 1970er Jahre in einer Komödie in einem völlig neuen Licht darzustellen. Insbesondere ihre Art, mit den Brüchen der zeitgenössischen französischen Gesellschaft und den damit im Allgemeinen verbundenen Tabus zu spielen, ist äußerst amüsant.“

Der britische Guardian sah in dem Film den Wandel der in den 1970er Jahren noch intakten traditionellen französischen Lebensart unter den Zwängen der modernen Arbeitsmoral dargestellt:

“Delpy's film suggests that France has lost big-hearted family values, and neglected the importance of going on holiday and doing nothing. Significantly, the movie unfolds in flashback from an ill-tempered modern-day trip on Eurostar, a connection with those Anglo-Saxon concepts of joyless hard work and staying late in the office that former president Sarkozy hoped to introduce.”

„Delpys Film deutet an, dass in Frankreich herzliche familiäre Werte verloren gegangen sind und vernachlässigt wird, wie wichtig es ist, Urlaub zu machen und einfach nichts zu tun. Bezeichnenderweise enthüllt der Film in einer Rückblende, ausgehend von einer verdrießlichen heutigen Fahrt mit dem Eurostar, eine Verbindung mit diesen angelsächsischen Konzepten von freudloser harter Arbeit und langem Ausharren im Büro, die der frühere Präsident Sarkozy allzu gerne eingeführt hätte.“

In der Frankfurter Allgemeinen wurde Familientreffen mit Hindernissen als gelungenes Beispiel für das typisch französische Kino gelobt:

„Julie Delpy beweist mit ‚Familientreffen mit Hindernissen‘ ihr filmisches Gespür. […] Die Stärke des französischen Kinos liegt darin, dass es Dinge in der Schwebe halten kann, die in einem deutschen Film längst krachend heruntergekommen wären, und dass es dazu keine wild fuchtelnde Handkamera braucht, sondern nur den Charme und die Virtuosität seiner Akteure.“

Deutschlandradio Kultur und das Lexikon des internationalen Films wiesen auf die autobiografischen Bezüge der Handlung zur Jugendzeit der Autorin hin:

„Es ist dieser sehnsüchtige Blick in die eigene Vergangenheit, der ganz ohne Zynismus und falsche Nostalgie auskommt, der ‚Familientreffen mit Hindernissen‘ zu einer klugen und unterhaltsamen Komödie macht.“

„Mit Verve erzählt, komponiert der Film ein feinfühliges Stimmungsbild der 1970er Jahre und verdichtet die kleinen familiären Ereignisse zu unterhaltsamen Minidramen, wozu auch die komödiantisch treffsicheren Darsteller beitragen. Eine autobiografisch gefärbte Liebeserklärung an den Großfamilienverbund.“

Barbara Schweizerhof besprach den Film in der taz gemeinsam mit Delpys nachfolgend entstandenem 2 Tage New York und urteilte dabei zu Familientreffen mit Hindernissen:

„Der Film folgt in seiner Struktur der mahlzeitdiktierten Abfolge eines Familienfests mit seiner scheinbaren Ordnung bei ständig drohendem Zerwürfnissen. Wieder sind es die Einzelgags, die mehr überzeugen als das Gesamtbild. Und doch ergibt sich am Ende eine Haltung, die man an Delpy als Regisseurin durchgehend bewundern muss: Es ist ihr Mut zur Antiprüderie. Die Kinder dürfen hier ebenso obszön sein wie die Erwachsenen, wobei Sex auf ganz andere Weise ernst genommen wird als in den auf ihre Vulgarität so stolzen amerikanischen Komödien wie "Hangover". Ein Vergleich, der Delpys Filme ungeheuer erfrischend erscheinen lässt.“